# Saccopharynx
Saccopharynx is een geslacht van de familie van pelikaanalen (Saccopharyngidae) en kent 11 soorten.

## Taxonomie
Het geslacht kent de volgende soorten:
- Saccopharynx ampullaceus - (Harwood, 1827)[3]
- Saccopharynx berteli - Tighe & Nielsen, 2000[4]
- Saccopharynx harrisoni - Beebe, 1932[5]
- Saccopharynx hjorti - Bertin, 1938[6]
- Saccopharynx lavenbergi - Nielsen & Bertelsen, 1985[7]
- Saccopharynx paucovertebratis - Nielsen & Bertelsen, 1985[7]
- Saccopharynx ramosus - Nielsen & Bertelsen, 1985[7]
- Saccopharynx schmidti - Bertin, 1934[8]
- Saccopharynx thalassa - Nielsen & Bertelsen, 1985[7]
- Saccopharynx trilobatus - Nielsen & Bertelsen, 1985[7]

Niet geaccepteerde soorten:
- Saccopharynx flagellum - Cuvier, 1829[9] → Saccopharynx ampullaceus (Harwood, 1827)
- Saccopharynx johnsoni - Bertin, 1934 → Saccopharynx ampullaceus (Harwood, 1827)